# Corinna (genre)
Pour les articles homonymes, voir Corinna (homonymie).
Genre
Synonymes
- Diestus Simon, 1898
- Lausus Simon, 1898
- Tranquilinus Mello-Leitão, 1915

Corinna est un genre d'araignées aranéomorphes de la famille des Corinnidae.

## Distribution
Les espèces de ce genre se rencontrent en Amérique, en Afrique subsaharienne, en Asie du Sud et en Nouvelle-Guinée.

## Liste des espèces
Selon World Spider Catalog (version 25.5, 05/02/2025) :
- Corinna aberrans Franganillo, 1926
- Corinna aechmea Rodrigues & Bonaldo, 2014
- Corinna aenea Simon, 1896
- Corinna alticeps (Keyserling, 1891)
- Corinna andina (Simon, 1898)
- Corinna annulipes (Taczanowski, 1874)
- Corinna anomala Schmidt, 1971
- Corinna areolata Thorell, 1899
- Corinna balacobaco Rodrigues & Bonaldo, 2014
- Corinna bicincta Simon, 1896
- Corinna bonneti Caporiacco, 1947
- Corinna botucatensis (Keyserling, 1891)
- Corinna bristoweana Mello-Leitão, 1926
- Corinna brunneipeltula Strand, 1911
- Corinna buccosa Simon, 1896
- Corinna bulbosa F. O. Pickard-Cambridge, 1899
- Corinna bulbula F. O. Pickard-Cambridge, 1899
- Corinna caatinga Rodrigues & Bonaldo, 2014
- Corinna capito (Lucas, 1857)
- Corinna chickeringi (Caporiacco, 1955)
- Corinna colombo Bonaldo, 2000
- Corinna corvina Simon, 1896
- Corinna cribrata (Simon, 1886)
- Corinna cruenta (Bertkau, 1880)
- Corinna demersa Rodrigues & Bonaldo, 2014
- Corinna ducke Bonaldo, 2000
- Corinna eresiformis Simon, 1896
- Corinna escalvada Rodrigues & Bonaldo, 2014
- Corinna ferox Simon, 1896
- Corinna galeata Simon, 1896
- Corinna granadensis (L. Koch, 1866)
- Corinna grandis (Simon, 1898)
- Corinna hyalina Rodrigues & Bonaldo, 2014
- Corinna ignota Mello-Leitão, 1922
- Corinna inermis (Bertkau, 1880)
- Corinna javuyae Petrunkevitch, 1930
- Corinna jecatatu Rodrigues & Bonaldo, 2014
- Corinna kochi (Simon, 1898)
- Corinna kuryi Rodrigues & Bonaldo, 2014
- Corinna loiolai Rodrigues & Bonaldo, 2014
- Corinna loricata (Bertkau, 1880)
- Corinna macra (L. Koch, 1866)
- Corinna major Berland, 1922
- Corinna maracas Rodrigues & Bonaldo, 2014
- Corinna mexicana (Banks, 1898)
- Corinna modesta Banks, 1909
- Corinna mourai Bonaldo, 2000
- Corinna napaea Simon, 1898
- Corinna nitens (Keyserling, 1891)
- Corinna octodentata Franganillo, 1946
- Corinna parva (Keyserling, 1891)
- Corinna parvula Bryant, 1940
- Corinna peninsulana Banks, 1898
- Corinna perida Chickering, 1973
- Corinna phalerata Simon, 1896
- Corinna pictipes Banks, 1909
- Corinna plumipes (Bertkau, 1880)
- Corinna propera (Dyal, 1935)
- Corinna pulchella (Bryant, 1948)
- Corinna punicea Simon, 1898
- Corinna recurva Bonaldo, 2000
- Corinna regii Rodrigues & Bonaldo, 2014
- Corinna rubripes C. L. Koch, 1841
- Corinna spinifer (Keyserling, 1887)
- Corinna tatei Gertsch, 1942
- Corinna telecoteco Rodrigues & Bonaldo, 2014
- Corinna testacea (Banks, 1898)
- Corinna toussainti Bryant, 1948
- Corinna tranquilla Rodrigues & Bonaldo, 2014
- Corinna travassosi Mello-Leitão, 1939
- Corinna urbanae Soares & Camargo, 1948
- Corinna variegata F. O. Pickard-Cambridge, 1899
- Corinna venezuelica (Caporiacco, 1955)
- Corinna vesperata Rodrigues & Bonaldo, 2014
- Corinna vilanovae Rodrigues & Bonaldo, 2014
- Corinna zecarioca Rodrigues & Bonaldo, 2014
- Corinna ziriguidum Rodrigues & Bonaldo, 2014

Selon World Spider Catalog (version 23.5, 2023) :
- † Corinna flagelliformis Wunderlich, 1988

## Systématique et taxinomie
Ce genre a été décrit par C. L. Koch en 1841.
Tranquilinus a été placé en synonymie par Bonaldo en 2000.
Diestus et Lausus ont été placéq en synonymie par Mello-Leitão en 1925.

## Publication originale
- C. L. Koch, 1841 : Die Arachniden. Nürnberg, vol. 9, p. 1-56 (texte intégral).